# Алимова, Гавхар Зайировна
Гавха́р Зайи́ровна Али́мова (узб. Gavxar Zayirovna Alimova; 6 октября 1970, Джамбайский район, Самаркандская область) — узбекский педагог и политик, сенатор третьего (2015—2020) и четвёртого (2020 — н. в.) созывов, хоким Каттакургана с 2020 года.

## Биография
Родилась 6 октября 1970 года в Джамбайском районе, Самаркандской области. Окончила Самаркандский государственный университет, работала преподавателем, заместителем председателя республиканского правления общественного благотворительного фонда «Махалля».
В 2014 году баллотировалась на выборах депутатов Олий Мажлиса от партии Адолат, 20 января 2015 года указом Президента Узбекистана была назначена сенатором, в сенате третьего созыва занимала пост заместителя председателя Комитета Сената по вопросам науки, образования, культуры и спорта.
В 2020 году была вновь избрана сенатором от Самаркандской области, в сенате четвёртого созыва является членом Комитета по вопросам женщин и гендерного равенства. В этом же году была назначена на пост хокима города Каттакургана Самаркандской области.

## Награды
- Орден «Дустлик»
- Медаль «Шухрат»[7]